# La Jigua
La Jigua – gmina (municipio) w zachodnim Hondurasie, w departamencie Copán. W 2010 roku zamieszkana była przez ok. 9 tys. mieszkańców. Siedzibą administracyjną jest miejscowość La Jigua.

## Położenie
Gmina położona jest w północnej części departamentu. Graniczy z 3 gminami:
- Florida od północy i zachodu,
- Nueva Arcadia od wschodu,
- San Nicolás od południa.

## Miejscowości
Według Narodowego Instytutu Statystycznego Hondurasu na terenie gminy położone były następujące wsie:
- La Jigua
- Aldea Nueva
- Chepelares
- El Campanario
- El Puente Goascorán
- El Rincón
- La Colmena
- La Cuchilla de Platanares
- La Nueva Unión
- Piedra Pintada
- Valle de Magdalena

## Demografia
Według danych honduraskiego Narodowego Instytutu Statystycznego na rok 2010 struktura wiekowa i płciowa ludności w gminie przedstawiała się następująco:
| Wiek      | 0–3   | 4–6 | 7–12  | 13–17 | 18–24 | 25–64 | 65+ | razem |
| La Jigua  | 1 028 | 844 | 1 617 | 1 269 | 1 043 | 2 756 | 431 | 8 987 |
| Mężczyźni | 486   | 420 | 805   | 625   | 510   | 1 330 | 196 | 4 372 |
| Kobiety   | 542   | 424 | 812   | 644   | 532   | 1 427 | 236 | 4 616 |